# Aleksa Terzić
Aleksa Terzić (en serbio: Алекса Терзић; Belgrado, 17 de agosto de 1999) es un futbolista serbio que juega en la demarcación de defensa en el Red Bull Salzburgo de la Bundesliga de Austria.

## Selección nacional
Tras haber sido internacional en categorías inferiores, el 7 de junio de 2021 debutó con la selección absoluta de Serbia en un partido amistoso ante Jamaica que finalizó con un resultado de empate a uno tras el gol de Strahinja Pavlović para Serbia, y de Andre Gray para Jamaica

## Estadísticas

### Clubes
Actualizado al último partido disputado el 26 de noviembre de 2024.
| Club                             | Div.          | Temporada     | Liga  | Liga  | Copas nacionales | Copas nacionales | Copas internacionales | Copas internacionales | Total | Total |
| Club                             | Div.          | Temporada     | Part. | Goles | Part.            | Goles            | Part.                 | Goles                 | Part. | Goles |
| -------------------------------- | ------------- | ------------- | ----- | ----- | ---------------- | ---------------- | --------------------- | --------------------- | ----- | ----- |
| Estrella Roja de Belgrado Serbia | 1.ª           | 2018-19       | 2     | 0     | 0                | 0                | 0                     | 0                     | 2     | 0     |
| Estrella Roja de Belgrado Serbia | Total club    | Total club    | 2     | 0     | 0                | 0                | 0                     | 0                     | 2     | 0     |
| ACF Fiorentina · Italia          | 1.ª           | 2019-20       | 2     | 0     | 2                | 0                | ―                     | ―                     | 4     | 0     |
| Empoli F. C. · Italia            | 2.ª           | 2020-21       | 21    | 0     | 2                | 0                | ―                     | ―                     | 23    | 0     |
| Empoli F. C. · Italia            | Total club    | Total club    | 21    | 0     | 2                | 0                | 0                     | 0                     | 23    | 0     |
| ACF Fiorentina · Italia          | 1.ª           | 2021-22       | 14    | 0     | 1                | 0                | ―                     | ―                     | 15    | 0     |
| ACF Fiorentina · Italia          | 1.ª           | 2022-23       | 22    | 1     | 3                | 0                | 7                     | 0                     | 32    | 1     |
| ACF Fiorentina · Italia          | Total club    | Total club    | 38    | 1     | 6                | 0                | 7                     | 0                     | 51    | 1     |
| Red Bull Salzburgo · Austria     | 1.ª           | 2023-24       | 18    | 0     | 2                | 1                | 2                     | 0                     | 22    | 1     |
| Red Bull Salzburgo · Austria     | 1.ª           | 2024-25       | 8     | 0     | 2                | 1                | 5                     | 0                     | 15    | 1     |
| Red Bull Salzburgo · Austria     | Total club    | Total club    | 26    | 0     | 4                | 2                | 7                     | 0                     | 37    | 2     |
| Total carrera                    | Total carrera | Total carrera | 87    | 1     | 12               | 2                | 14                    | 0                     | 113   | 3     |

## Palmarés

### Campeonatos nacionales
| Título              | Club                      | País   | Año  |
| ------------------- | ------------------------- | ------ | ---- |
| Superliga de Serbia | Estrella Roja de Belgrado | Serbia | 2018 |
| Superliga de Serbia | Estrella Roja de Belgrado | Serbia | 2019 |
| Serie B             | Empoli F. C.              | Italia | 2021 |